# Alderano Mascardi
Alderano Mascardi, né à Sarzana en 1557 et mort à Pavie le 20 novembre 1608, est un juriste Italien.

## Biographie
Né à Sarzane, fait ses premières études au séminaire de Rome, et s'applique, comme ses deux frères, Giuseppe, et Niccolò, qui fut évêque de Mariana en Corse, à la science du droit romain et du droit canonique, où il fait de rapides progrès. Pendant un grand nombre d'années, il exerce la profession d'avocat dans les principales villes d'Italie. Il devient auditeur de la rote de Lucques, et meurt à Pavie, en 1608.

## Œuvres
Un ouvrage où il avait consigné le résultat de son expérience, ses Conclusiones ad generalem quorumdam statutorum interpretationem accomodatæ, est publié à Ferrare, en 1608, in-4°, et réimprimé à Venise et à Francfort.